# Fortín Olmos
Fortín Olmos es una comuna del departamento Vera, provincia de Santa Fe, Argentina. Dista 326 km al norte de la capital de la provincia Santa Fe (capital), sobre la ruta provincial 40.
| Gráfica de evolución demográfica de Fortín Olmos entre 1991 y 2022 |
|                                                                    |
| Fuente: Censos nacionales del INDEC                                |

## Santa Patrona
- Ntra. Sra. de Itatí; festividad: 15 de agosto

## Creación de la comuna
- 13 de noviembre de 1964

## Festival folclórico y de danzas
- 2° semana de diciembre

## Localidades y parajes
- Fortín Olmos 1852 habitantes (Indec, 2001)
- Pozo de los Indios  500 habitantes (Indec, 2001)
- Parajes 
  - Desvío km 213
  - Fortín Charrúa
  - Fortín Chilcas
  - Km 101
  - Km 115
  - Km 70
  - Km 78
  - Km 48
  - Km 89
  - 20.800
  - Los Charabones
  - Lote 16
  - Paraje El Histórico
  - Paraje El Campanal
  - Santa Lucía
  - El Cerrito

## Parroquias de la Iglesia católica
| Diócesis  | Reconquista             |
| --------- | ----------------------- |
| Parroquia | Nuestra Señora de Itatí |